# Feijenoord (Oranjeboomstraat)
Feijenoord was een bioscoop in Rotterdam, en de eerste bioscoop van Rotterdam-Zuid. 
Het 'feestgebouw Feijenoord' aan de Oranjeboomstraat 267 was een groot houten gebouw met twee zalen, met plaats voor respectievelijk 300 en 900 personen. Sinds 1915 organiseerde weduwe Rosine Huizenaar-Desmet hier filmvoorstellingen. Haar zoon Theo Huizenaar, die later een bekende Rotterdamse bokspromotor zou worden, had een boksschool boven de bioscoopzaal. Rosine Huizenaar-Desmet was de zus van Jean Desmet, een van de grote film- en bioscooppioniers van Nederland die in de jaren 1910 een belangrijke filmdistributeur was. Eerder had zij een kroeg en danszaal geëxploiteerd in het Zandstraatkwartier en in 1913 had zij al een bioscoop gerund met de naam De Gezelligheid. Haar broer Jean Desmet voorzag haar van films.
De exploitatie werd vanaf 1924 nog een korte tijd overgenomen door J.F. Calone, die de zaal herdoopte tot Deca Bioscoop, maar in 1926 stopt de filmprojector voorgoed op de Oranjeboomstraat.